# Раду Джир
Раду Джир (рум. Radu Gyr літературний псевдонім, справжнє ім'я Раду Деметреску, рум. Radu Demetrescu, *2 березня 1905, Кимпулунг-Мусчел — †29 листопада 1975, Бухарест) — румунський поет, есеїст, драматург і журналіст.
Раду був сином актора Коко Деметреску з міста Крайова. Навчався в школі імені Кароля I в Крайове. Вищу освіту здобув в Бухарестському університеті, де пізніше отримав ступінь доктора літератури і став старшим викладачем.
За свої літературні твори вже в молодості він отримав численні нагороди і премії.

## Участь у Залізній Гвардії
Вступив до румунського руху Залізна Гвардія, став командиром одного з підрозділів.
У період «Національного легіонерського уряду» (1940-1941), коли диктатор Йон Антонеску ввів в уряд членів «Залізної гвардії», Джир був призначений Головним керуючим румунськими театрами. Саме в період його перебування на посаді був заснований Єврейський театр «Барашеум» (пізніше Державний єврейський театр), хоча він не міг функціонувати до січня 1941, коли Антонеску придушив заколот «Залізної гвардії» і почав репресії проти її прихильників.

## Політв'язень
Раду Джир був політв'язнем при декількох режимах. Вперше він потрапив до в'язниці після придушення заколоту «Залізної гвардії» і був засуджений до 20 років ув'язнення. Незабаром він, в числі багатьох інших легіонерів, був звільнений з в'язниці і відправлений воювати на Східний фронт.
Знову Джир був заарештований в 1958 комуністичним режимом Ґеорґе Ґеорґіу-Деж і засуджений до смерті за поему «Вставай, Ґеорґе, піднімайся, Йоан!» (Ridică-te Gheorghe, ridică-te Ioane!), в якій закликав селян всіляко протидіяти колективізації, яку проводили комуністи. Покарання було пізніше замінено на довічне ув'язнення, фактично ж він відбув у в'язниці всього кілька років.

## Співпраця з режимом
Після звільнення в 1963 він потрапляє під нагляд секурітате, румунської таємної поліції і починає співпрацювати з режимом. Публікувався в газеті «Голос батьківщини» (Glasul Patriei), пізніше перейменованої в «Трибуну Румунії» (Tribuna României), орієнтованої на румунську діаспору.

## Список вибраних  творів
- Plânge Strâmbă-Lemne (1927)
- Cerbul de lumină (1928)
- Stele pentru leagăn (1936)
- Cununi uscate (1938)
- Corabia cu tufănici (1939)
- Poeme de război (1942)
- Balade (1943).